# Rosston, Oklahoma
Rosston är en ort i Harper County i Oklahoma. Orten grundades av Rapheal H. Ross. Ortnamnet Rosston hedrar Ross och hans släkting A. Rufus Ralston. Enligt 2010 års folkräkning hade Rosston 31 invånare.